# Железничка станица Кијево
Железничка станица Кијево је једна од железничких станица Београдског железничког чвора, те стајалиште друге линије БГ воза. Налази се насељу Кијево у општини Раковица у Београду. Пруга се наставља у једном смеру ка Реснику и у другом према према Кнежевцу. Железничка станица Кијево састоји се из 2 колосека.

## Повезивање линија
- Пруга Београд—Ниш